# Cándida Sala Llanes
Càndida Sala Llanes (Tremp, 10 novembre 1918 - 18 desembre 2011) , va ser una infermera voluntària del bàndol nacional durant el període de la guerra civil espanyola.

## Biografia
Va néixer a Tremp, un poble del prepirineu de Lleida. La seva família era d’Acció Catòlica i freqüentaven el Casal Catòlic Cultural, un lloc on es reunien petits i grans i on hi havia frontó, biblioteca, gimnàs i una sala de cinema. Tenia 17 anys quan va esclatar la Guerra i en les primeres setmanes de la mateixa va viure al seu poble la mort de sacerdots, intel·lectuals i catòlics a mans dels anarquistes de la FAI.  Aquest fet la va marcar profundament i dos anys després quan els nacionals van entrar a Tremp es va presentar com a infermera voluntària a l'hospital de sang instal·lat al col·legi de Religioses de l’ensenyament de Maria Immaculada. Aquí va atendre soldats ferits i presoners sota la direcció de personal sanitari militar.
Finalitzada la guerra es traslladà a Barcelona per estudiar infermeria a l'Escola de l'Hospital de la Creu Roja, mentre estudiava ja iniciada la Segona Guerra Mundial, va participar en el primer intercanvi de presoners entre alemanys i anglesos al port de Barcelona el 27 de octubre de 1943, una experiència que va quedar registrada al NO-DO.
Va finalitzar la formació el 1945, obtenint el títol d'Infermera Professional de la Creu Roja i el reconeixement de la Facultat de Medicina de la Universitat de Barcelona. Va treballar l'Institut Neurològic Municipal de Barcelona i al Sanatori Antituberculós del Montseny, i, com a instrumentista de l’equip del metge Antonio Rodríguez Arias a l'Hospital Clínic de Barcelona, l'Hospital de la Santa Creu i Sant Pau, i la Clínica Corachan.
El 1952, va obtenir un permís per treballar a Bèlgica. Va exercir a l'Institut Edith Cavell- Marie Dopage, un gran centre hospitalari on hi havia escola de infermeres, i de quiropràctics. Va treballar primer en un servei de pacients adults, on hi havia persones de diferents nacionalitats, allí coneix al que després seria el seu marit Louis Emile Jean Léopold Schell Terweduwe i posteriorment s’incorpora en una unitat de pediatria atenent a nadons prematurs. Després d’aquest període de feina deixa l’exercici de la professió per dedicar-se a les tasques domèstiques. Torna a Lleida al 1970 i mor el 18 de desembre de 2011.